# Schwarzer Springaffe
Der Schwarze Springaffe (Cheracebus lugens, Syn.: Callicebus lugens) ist eine Primatenart aus der Gattung der Springaffen innerhalb der Familie der Sakiaffen (Pitheciidae). Er galt ehemals als Unterart des Halsband-Springaffen.

## Merkmale
Schwarze Springaffen sind wie alle Springaffen relativ kleine Primaten mit flauschigem Fell. Dieses ist am ganzen Körper schwarz gefärbt, nur die Hände und ein Querstreifen entlang der Kehle sind weißlich. Der Schwanz ist länger als der Körper und buschig, er kann nicht als Greifschwanz eingesetzt werden. Der Kopf ist klein und rundlich.

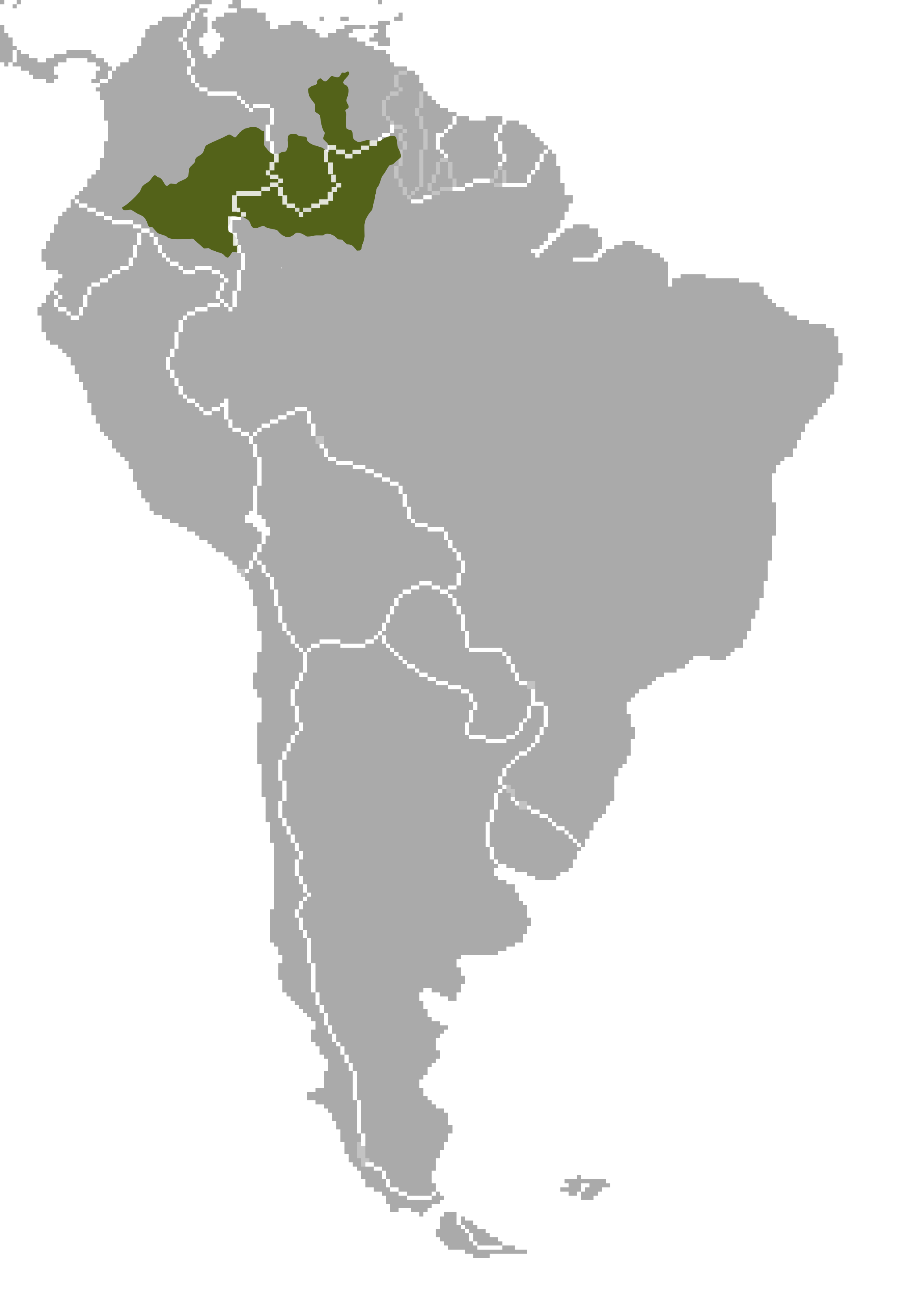
Das Verbreitungsgebiet des Schwarze Springaffen

## Verbreitung und Lebensraum
Schwarze Springaffen haben das nördlichste Verbreitungsgebiet aller Springaffen, es umfasst das südöstliche Kolumbien, das südliche Venezuela und das nordwestliche Brasilien (Bundesstaaten Amazonas und Roraima). Im Norden reicht das Verbreitungsgebiet bis zum Orinoco, im Süden bis zum Rio Caquetá und zum Rio Negro. Ihr Lebensraum sind Wälder.

## Lebensweise
Über die Lebensweise der Schwarzen Springaffen ist nicht sehr viel bekannt, vermutlich stimmt sie mit der der übrigen Springaffen überein. Sie sind tagaktive Baumbewohner, die sich auf allen vieren oder springend durch das Geäst bewegen. Springaffen leben in streng monogamen Familiengruppen aus einem Männchen, einem Weibchen und dem gemeinsamen Nachwuchs. Diese Gruppen bewohnen ein festes Revier, auf das Artgenossen mit morgendlichen Duettgesängen aufmerksam gemacht werden. Die Nahrung setzt sich aus Früchten und zu geringen Teilen aus Samen, Blättern und Insekten zusammen. Der Vater beteiligt sich intensiv an der Jungenaufzucht. Er trägt das Junge und übergibt es der Mutter nur zum Säugen.

## Gefährdung
Schwarze Springaffen bewohnen ein großes, relativ dünn vom Menschen besiedeltes Gebiet. Sie sind laut IUCN nicht gefährdet.